# Ангозеро (озеро, Карелия)
Ангозеро, Седьмое — пресноводное озеро на территории Куземского сельского поселения Кемского района Республики Карелии.

## Общие сведения
Площадь озера — 1,5 км², площадь водосборного бассейна — 8,08 км². Располагается на высоте 55,1 метров над уровнем моря.
Форма озера треугольная. Берега каменисто-песчаные, преимущественно заболоченные.
Из северной оконечности озера вытекает река Хлебная, впадающая в Белое море.
Ближе к южному берегу Ангозера расположен один небольшой остров без названия.
Населённые пункты и автодороги вблизи водоёма отсутствуют.
Код объекта в государственном водном реестре — 02020000711102000003375.